# Lebanon (Indiana)
Lebanon è una città degli Stati Uniti d'America, capoluogo della Contea di Boone, nello Stato dell'Indiana.
La popolazione era di 14 222 abitanti nel censimento del 2000.